# Rt dobrega upanja
Rt dobrega upanja, tudi Rt dobre nade (angleško Cape of Good Hope, afrikansko Kaap die Goeie Hoop, nizozemsko Kaap de Goede Hoop), prvotno imenovan Viharni rt, je skalnat rt na atlantski obali Republike Južne Afrike. 
Čeprav je rt verjetno najbolj poznan izmed vseh južnoafriških rtov, v resnici ni najjužnejša točka Afrike. To je 150 km oddaljeni rt Agulhas. Kljub temu je pomenilo objadranje Rta dobrega upanja prvi večji mejnik v evropskih poskusih vzpostavite pomorske povezave z Daljnim vzhodom. Dotlej je namreč edina pot do Indije zahtevala visoke stroške, saj je potekala po Sredozemskem morju in po Bližnjem vzhodu preko Genovske republike, Beneške republike in Osmanskega cesarstva. Celo dolga pot okoli Afrike bi bila, predvsem za Portugalce, donosnejša.
Rt dobrega upanja je prvi obplul Portugalec Bartolomeu Diaz leta 1488.